# آرتور کاپ

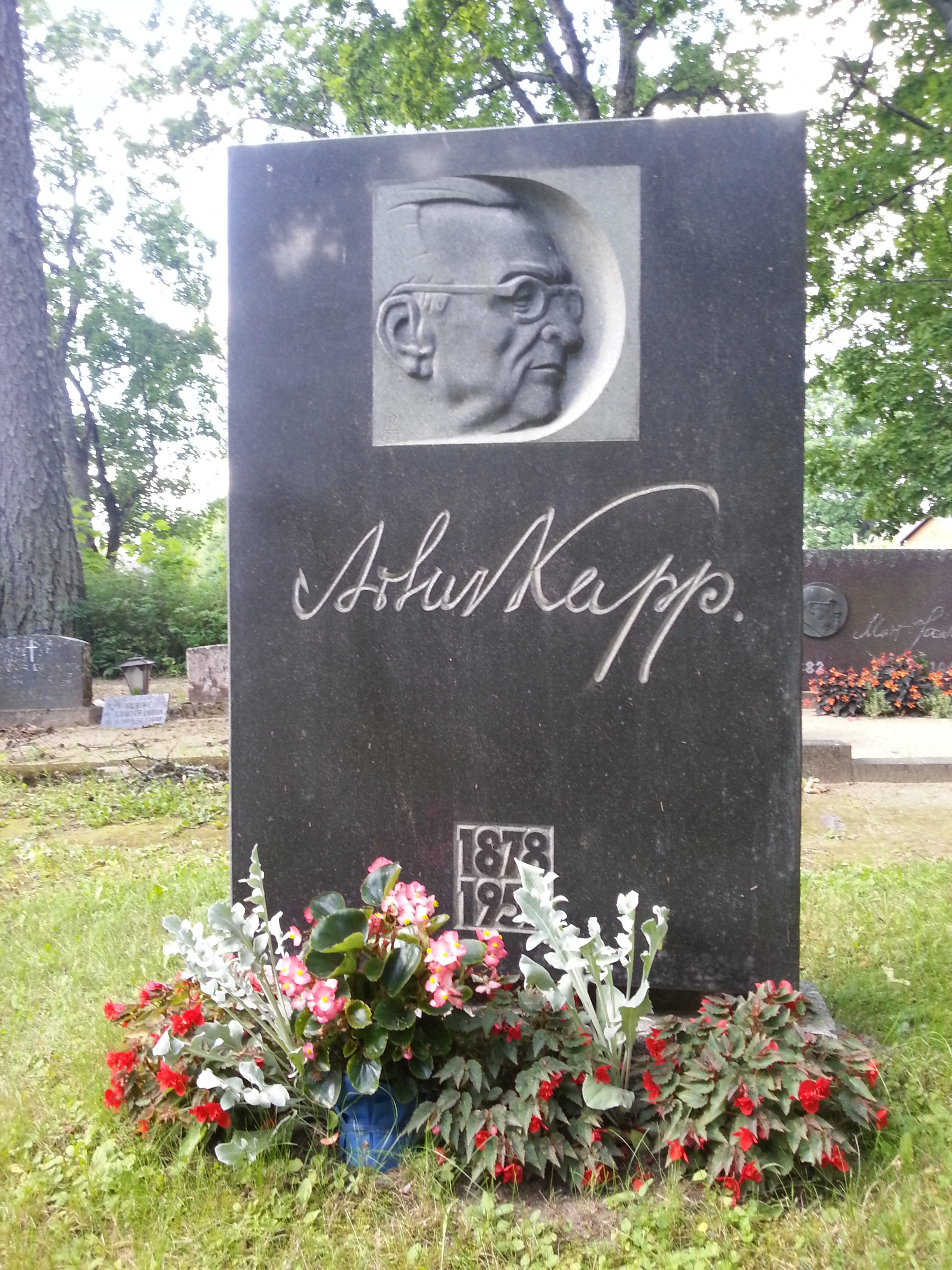
سنگ قبر آرتور کاپ

آرتور کاپ (استونیایی: Artur Kapp; ۲۸ فوریهٔ ۱۸۷۸ – ۱۴ ژانویهٔ ۱۹۵۲) رهبر ارکستر و آهنگ‌ساز اهل استونی بود.
وی در شهرک سوره-یانی در فرمانداری لیوونی، امپراتوری روسیه به دنیا آمد، از سال ۱۸۹۱ تا ۱۹۰۰ میلادی در کنسرواتوار سن پترزبورگ به تحصیل پرداخت پس از آن به‌عنوان مدیر موسیقی به شهر آستراخان رفت، پس از بازگشت به استونی به شهر تالین رفت و استاد موسیقی افرادی همچون اوالد آو، گوستاو ارنساکس، هلن توبیاس-دوئسبرگ شد. کاپ به‌همراه رودولف توبیاس از بنیان‌گذاران ارکستر سمفونیک استونی محسوب میشوند.
کاپ پس از حمله شوروی به استونی در جنگ جهانی دوم به شهر سوره-یانی بازگشت و در سال ۱۹۵۲ در همان جا درگذشت.